# Niambia septentrionalis
Niambia septentrionalis är en kräftdjursart som beskrevs av Stefano Taiti och Franco Ferrara 2004. Niambia septentrionalis ingår i släktet Niambia och familjen myrbogråsuggor. Inga underarter finns listade i Catalogue of Life.